# Калачёв, Дмитрий Александрович
Дми́трий Алекса́ндрович Калачёв (род. 2 апреля 1978, Уфа) — российский хоккеист.

## Биография
Воспитанник уфимской хоккейной школы. С 1994 года начал играть в местном «Новойле», а с 1997 года — в «Салавате Юлаеве», выступавшем в Суперлиге. Покинув Уфу в 2000 году, после нескольких матчей в составе кирово-чепецкой «Олимпии», в сезоне 2000/2001 перешёл в тюменский «Рубин» (которые играли в Высшей лиге чемпионата России. В следующем сезоне вернулся в Суперлигу, играя в челябинском "Мечеле.
В 2002—2004 годах вновь выступал за клубы высшей лиги — «Динамо-Энергия» из Екатеринбурга и новоуральский «Кедр».
Затем уехал в Белоруссию, где в 2004—2011 годах играл в составе представленных в национальном чемпионате клубах «Брест», «Металлург» из Жлобина и гродненском «Немане». В составе «Металлурга» дважды стал бронзовым призёром страны (2008/2009 и 2010/2011).
Закончил игровую карьеру в российских «Челнах» (Набережные Челны) и саратовском «Кристалле». Вернувшись в Уфу, cnfk hf, jnfnm тренером в СДЮШОР «Салават Юлаев».

## Достижения
- Бронзовый призёр чемпионата Белоруссии 2008/2009.
- Бронзовый призёр чемпионата Белоруссии 2010/2011[англ.].